# Circuito di Shanghai
Il circuito di Shanghai (上海奥迪国际赛车场) è un autodromo situato nella periferia della metropoli cinese di Shanghai, sede del Gran Premio di Cina di Formula 1. Circuito costruito nel 2003, le sue strutture ebbero caratteristiche innovative per l'epoca, come le fondamenta in polistirene impiegate per far fronte al terreno paludoso.

## Tracciato

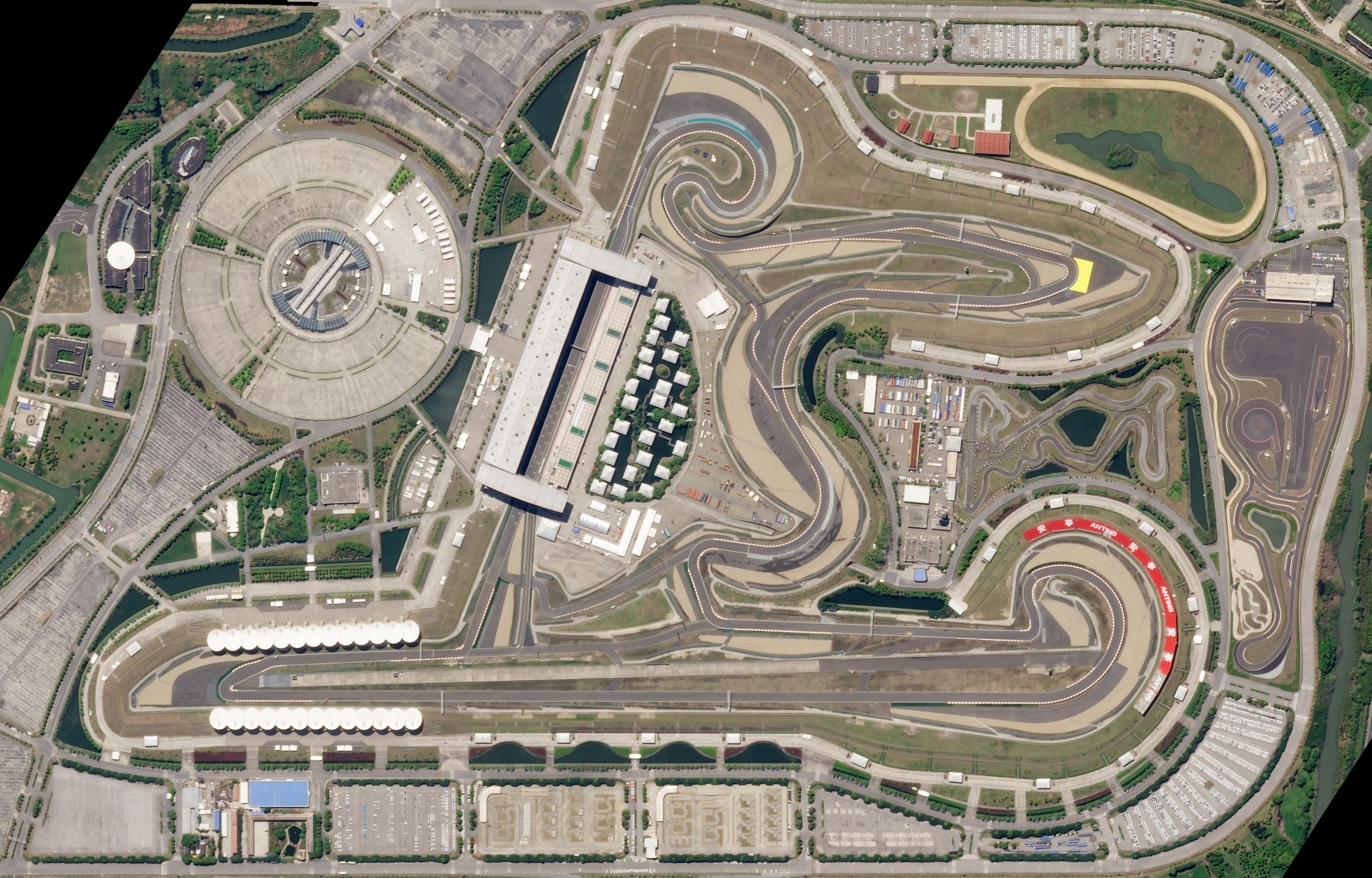
Vista satellitare del circuito

Il progettista del circuito, il tedesco Hermann Tilke (già ideatore del circuito di Sepang in Malaysia e del circuito Sakhir di Manama in Bahrein) ha disegnato delle tribune dalle forme particolari: ce ne sono alcune che, come riparo per il pubblico dalla pioggia, hanno delle gigantesche foglie di Loto, mentre il rettilineo presenta due enormi tribune sopraelevate di forma ovale riservate ai VIP.

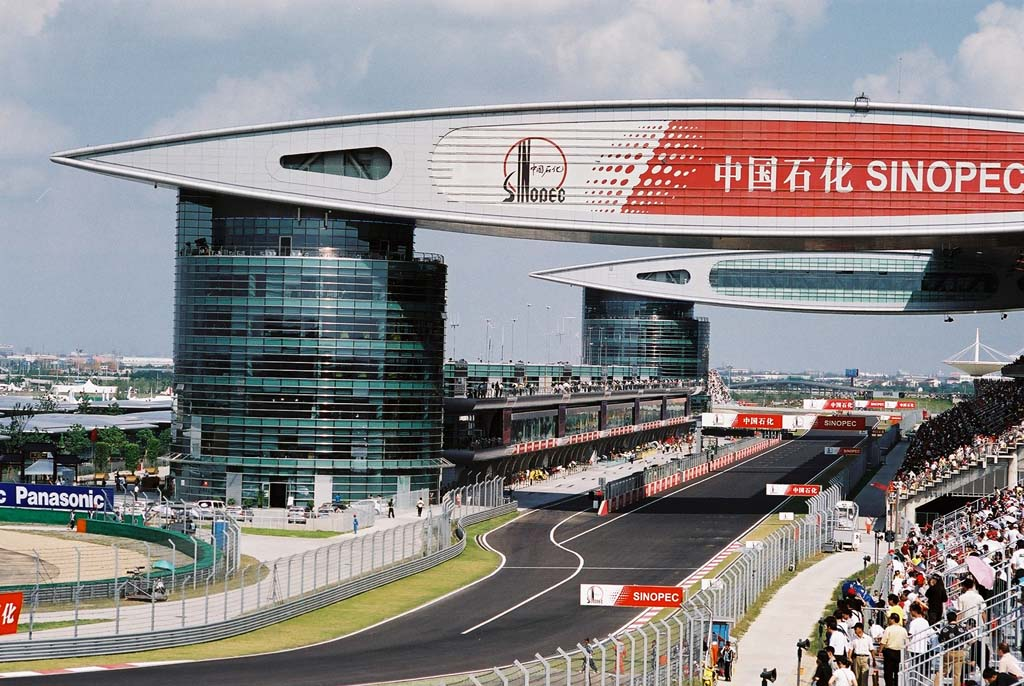
Le tribune sopraelevate sul rettilineo principale.

Il tracciato, nonostante i nuovi circuiti siano spesso mal digeriti dai piloti, pare sia stato apprezzato: sono infatti presenti curve veloci, rettilinei e staccate violente. Esso è stato disegnato in modo da assomigliare al carattere cinese shàng (上) che significa "sopra" o "salire" ed è alla base del nome Shanghai.
Dal 2004 sede del Gran Premio di Cina di Formula 1, Shanghai ha ospitato per la prima volta, nel 2005, anche il Motomondiale. Per quanto riguarda la Formula 1 il primo vincitore su questa pista è stato il brasiliano Rubens Barrichello su Ferrari. Il record assoluto del circuito è di 1'30"641 stabilito da Oscar Piastri su McLaren nelle qualifiche del Gran Premio di Cina 2025.

## Mappe del circuito

La configurazione di 5.451 metri utilizzata dalla Formula 1 dal 2004
La configurazione di 5.281 metri utilizzata dal Motomondiale dal 2005 al 2008
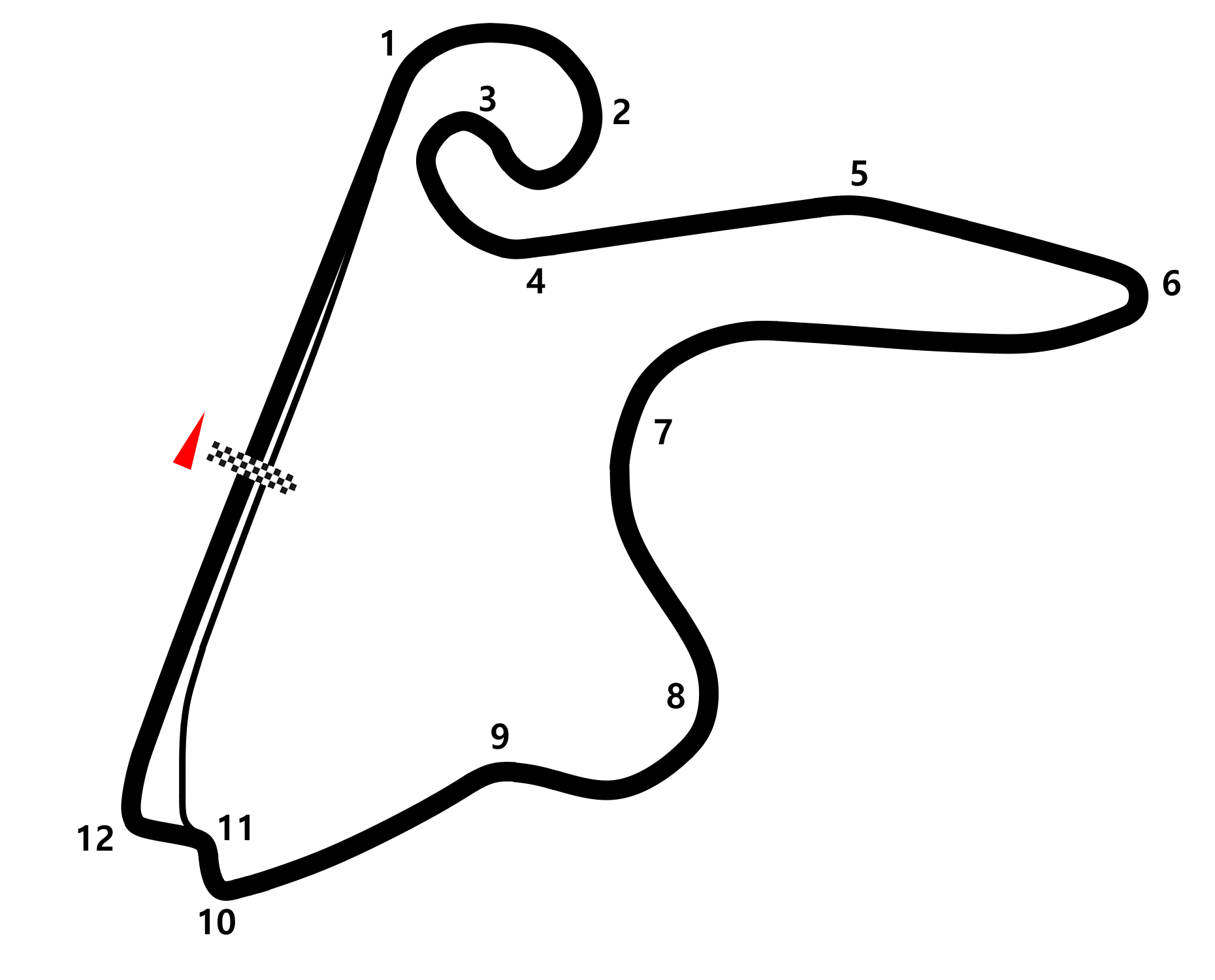
La configurazione di 3.051 metri utilizzata dalla Formula E dal 2024

## Albo d'oro della Formula 1
| 2004        | Rubens Barrichello | Ferrari       |               |               |
| 2005        | Fernando Alonso    | Renault       |               |               |
| 2006        | Michael Schumacher | Ferrari       |               |               |
| 2007        | Kimi Räikkönen     | Ferrari       |               |               |
| 2008        | Lewis Hamilton     | McLaren       |               |               |
| 2009        | Sebastian Vettel   | Red Bull      |               |               |
| 2010        | Jenson Button      | McLaren       |               |               |
| 2011        | Lewis Hamilton     | McLaren       |               |               |
| 2012        | Nico Rosberg       | Mercedes      |               |               |
| 2013        | Fernando Alonso    | Ferrari       |               |               |
| 2014        | Lewis Hamilton     | Mercedes      |               |               |
| 2015        | Lewis Hamilton     | Mercedes      |               |               |
| 2016        | Nico Rosberg       | Mercedes      |               |               |
| 2017        | Lewis Hamilton     | Mercedes      |               |               |
| 2018        | Daniel Ricciardo   | Red Bull      |               |               |
| 2019        | Lewis Hamilton     | Mercedes      |               |               |
| 2020 - 2023 | Non disputato      | Non disputato | Non disputato | Non disputato |
| 2024        | Max Verstappen     | Red Bull      |               |               |
| 2025        | Oscar Piastri      | McLaren       |               |               |

### Vittorie per pilota
| Vittorie | Pilota             | Anno(i)/Vettura                                                                             |
| -------- | ------------------ | ------------------------------------------------------------------------------------------- |
| 6        | Lewis Hamilton     | 2008/McLaren - 2011/McLaren - 2014/Mercedes - 2015/Mercedes - 2017/Mercedes - 2019/Mercedes |
| 2        | Fernando Alonso    | 2005/Renault - 2013/Ferrari                                                                 |
| 2        | Nico Rosberg       | 2012/Mercedes - 2016/Mercedes                                                               |
| 1        | Rubens Barrichello | 2004/Ferrari                                                                                |
| 1        | Michael Schumacher | 2006/Ferrari                                                                                |
| 1        | Kimi Räikkönen     | 2007/Ferrari                                                                                |
| 1        | Sebastian Vettel   | 2009/Red Bull                                                                               |
| 1        | Jenson Button      | 2010/McLaren                                                                                |
| 1        | Daniel Ricciardo   | 2018/Red Bull                                                                               |
| 1        | Max Verstappen     | 2024/Red Bull                                                                               |
| 1        | Oscar Piastri      | 2025/McLaren                                                                                |

### Vittorie per scuderia
| Vittorie | Scuderia | Anno(i)/Pilota |
| -------- | -------- | --- |
| 6        | Mercedes | 2012/Nico Rosberg - 2014/Lewis Hamilton - 2015/Lewis Hamilton - 2016/Nico Rosberg - 2017/Lewis Hamilton - 2019/Lewis Hamilton |
| 4        | Ferrari  | 2004/Rubens Barrichello - 2006/Michael Schumacher - 2007/Kimi Räikkönen - 2013/Fernando Alonso                                |
| 4        | McLaren  | 2008/Lewis Hamilton - 2010/Jenson Button - 2011/Lewis Hamilton - 2025/Oscar Piastri                                           |
| 3        | Red Bull | 2009/Sebastian Vettel - 2018/Daniel Ricciardo - 2024/Max Verstappen                                                           |
| 1        | Renault  | 2005/Fernando Alonso |

## Galleria d'immagini

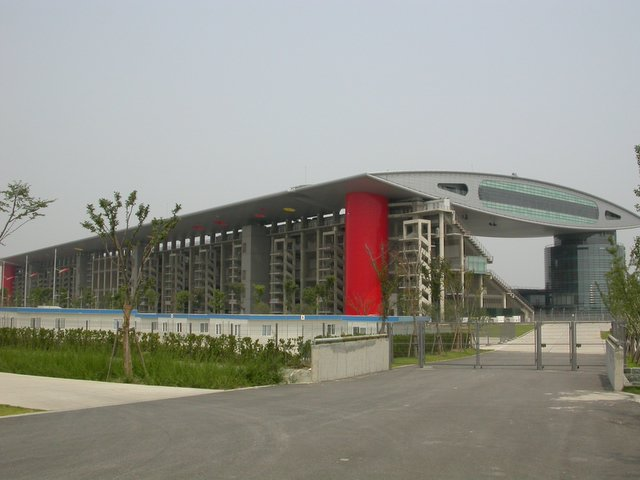
Esterna della tribuna principale
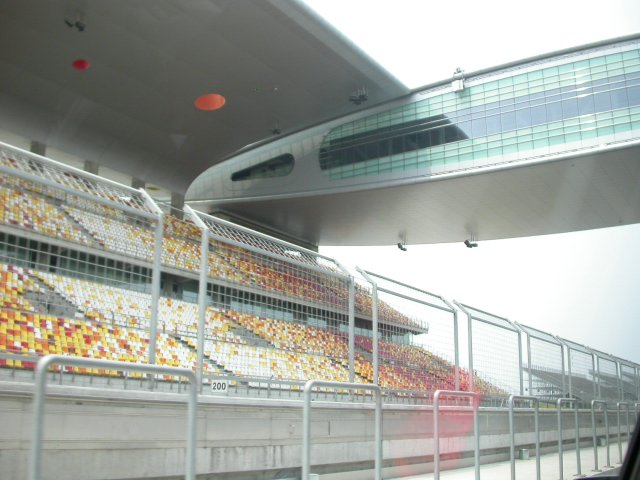
Tribuna principale
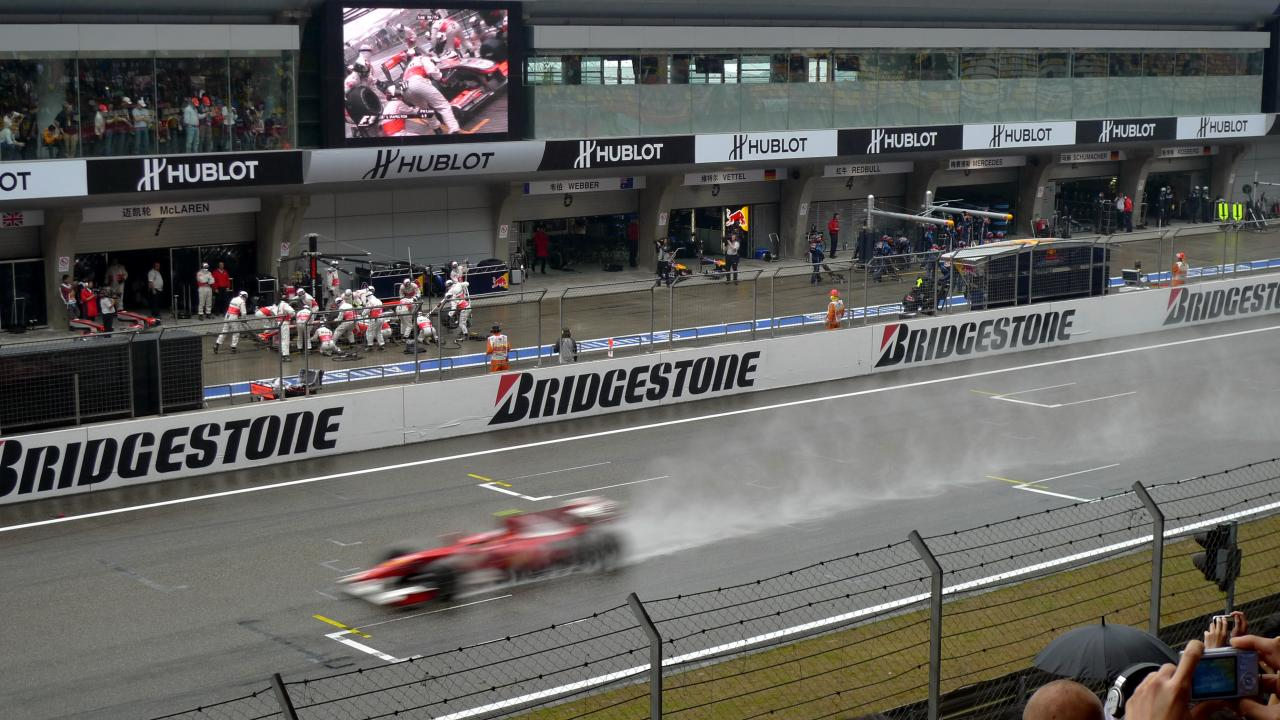
Vista dalla tribuna principale
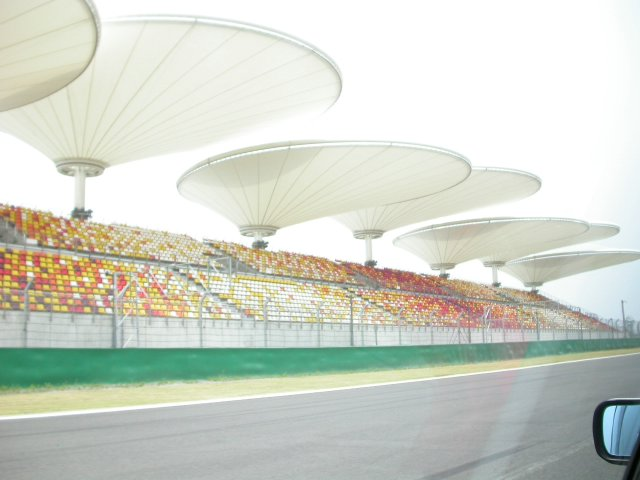
Tribune coperte H & K
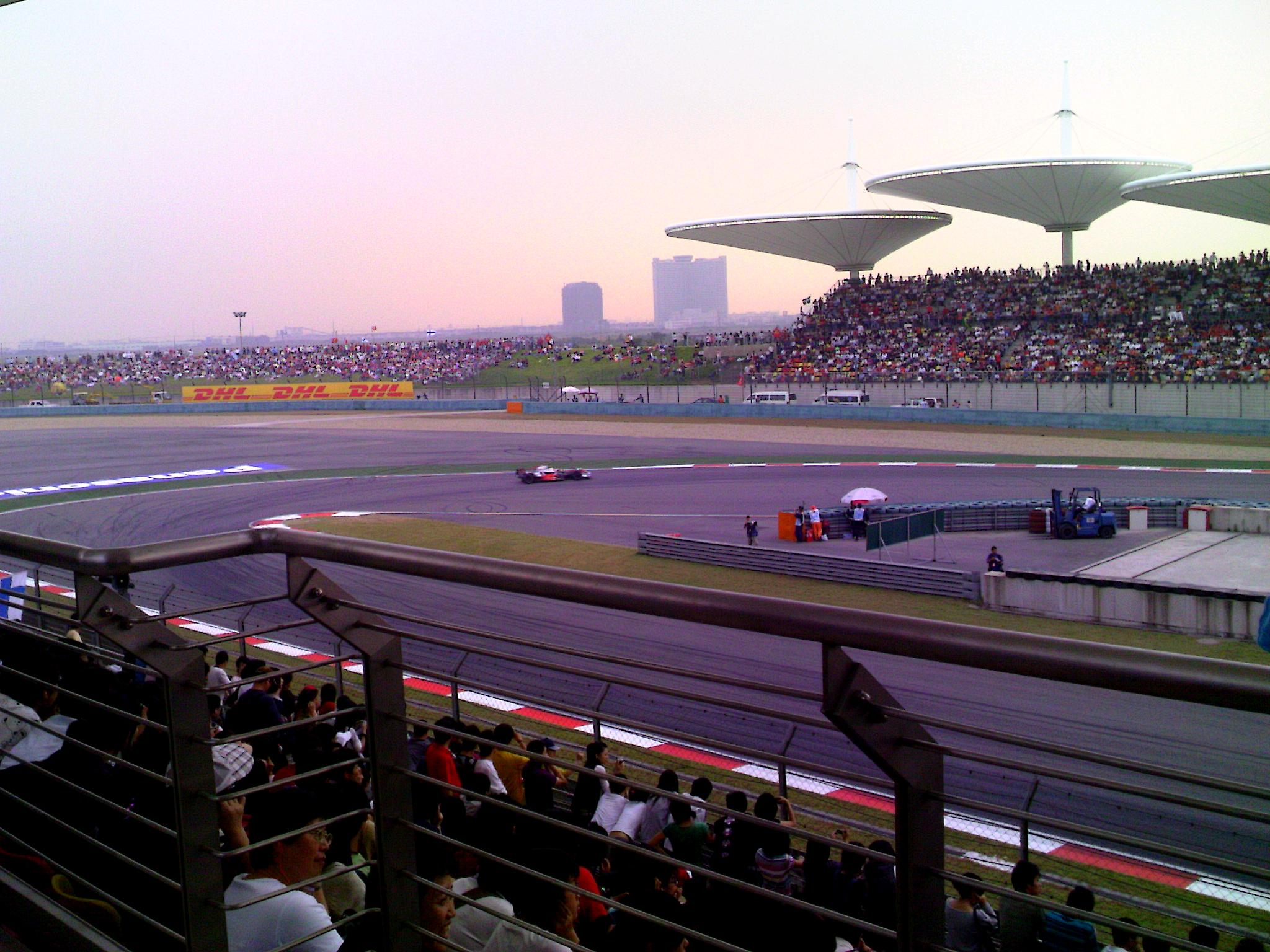
Tribune H & K
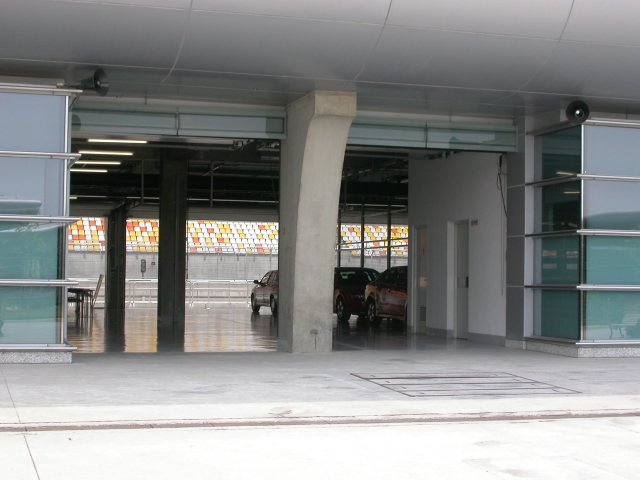
Pit box